# Landkreis Mainburg
Der Landkreis Mainburg gehörte zum bayerischen Regierungsbezirk Niederbayern. Vor dem Beginn der bayerischen Gebietsreform am Anfang der 1970er Jahre umfasste der Landkreis 36 Gemeinden.

## Geographie

### Wichtige Orte
Die einwohnerstärksten Orte waren Mainburg, Au in der Hallertau, Aiglsbach und Volkenschwand.

### Nachbarkreise
Der Landkreis grenzte 1972 im Uhrzeigersinn im Norden beginnend an die Landkreise Kelheim, Rottenburg an der Laaber, Landshut, Freising und Pfaffenhofen an der Ilm.

## Geschichte

### Bezirksamt
Im Jahr 1857 wurde aus 17 Gemeinden des Landgerichts Abensberg, 15 Gemeinden des Landgerichts Moosburg und vier Gemeinden des Landgerichts Pfaffenhofen a.d.Ilm das Landgericht Mainburg gebildet, das fünf Jahre später, 1862, mit der Trennung der administrativen und juristischen Aufgaben der Landgerichte in Bayern Teil des Bezirksamtes Rottenburg an der Laaber wurde. 
Im Jahr 1901 wurde aus dem Gebiet des ehemaligen Landgerichts Mainburg durch Ausgliederung aus dem Bezirksamt Rottenburg an der Laaber ein eigenes Bezirksamt.

### Landkreis
Am 1. Januar 1939 wurde die reichseinheitliche Bezeichnung Landkreis eingeführt. So wurde aus dem Bezirksamt der Landkreis Mainburg.
Am 1. Juli 1972 wurde der Landkreis Mainburg im Zuge der Gebietsreform in Bayern aufgelöst:
- die Stadt Mainburg  sowie die Gemeinden Aiglsbach, Appersdorf, Attenhofen, Berghausen, Ebrantshausen, Großgundertshausen, Holzmannshausen, Leibersdorf, Lindkirchen, Meilenhofen, Mitterstetten, Oberempfenbach, Oberpindhart, Oberwangenbach, Pötzmes, Ratzenhofen, Sandelzhausen, Steinbach, Volkenschwand und Walkertshofen kamen zum Landkreis Kelheim in Niederbayern.
- Die Gemeinden Martinszell, Obermünchen und Obersüßbach kamen zum Landkreis Landshut in Niederbayern.
- Die Gemeinden Au in der Hallertau, Berg, Enzelhausen, Grafendorf, Grünberg, Günzenhausen, Haslach, Osseltshausen, Osterwaal, Rudertshausen und Tegernbach kamen zum Landkreis Freising in Oberbayern.
- Die Gemeinde Larsbach kam zum Landkreis Pfaffenhofen an der Ilm in Oberbayern.[3][4]

## Einwohnerentwicklung
| Jahr | Einwohner | Quelle |
| ---- | --------- | ------ |
| 1910 | 17.766    | [ 5 ]  |
| 1925 | 18.088    | [ 6 ]  |
| 1939 | 18.306    | [ 7 ]  |
| 1950 | 25.852    | [ 8 ]  |
| 1960 | 20.900    | [ 9 ]  |
| 1971 | 22.300    | [ 10 ] |

## Gemeinden
Vor dem Beginn der bayerischen Gebietsreform umfasste der Landkreis Mainburg in den 1960er Jahren 36 Gemeinden. Die Gemeinden, die es heute noch gibt, sind fett geschrieben:

Landkreis Mainburg, Gemeindegrenzenkarte von 1961

| frühere Gemeinde           | heutige Gemeinde | heutiger Landkreis             |
| -------------------------- | ---------------- | ------------------------------ |
| Aiglsbach                  | Aiglsbach        | Landkreis Kelheim              |
| Appersdorf                 | Elsendorf        | Landkreis Kelheim              |
| Attenhofen                 | Attenhofen       | Landkreis Kelheim              |
| Au i.d.Hallertau (Markt)   | Au i.d.Hallertau | Landkreis Freising             |
| Berg                       | Rudelzhausen     | Landkreis Freising             |
| Berghausen                 | Aiglsbach        | Landkreis Kelheim              |
| Ebrantshausen              | Mainburg         | Landkreis Kelheim              |
| Enzelhausen                | Rudelzhausen     | Landkreis Freising             |
| Grafendorf                 | Rudelzhausen     | Landkreis Freising             |
| Großgundertshausen         | Volkenschwand    | Landkreis Kelheim              |
| Grünberg                   | Rudelzhausen     | Landkreis Freising             |
| Günzenhausen               | Au i.d.Hallertau | Landkreis Freising             |
| Haslach                    | Au i.d.Hallertau | Landkreis Freising             |
| Holzmannshausen            | Mainburg         | Landkreis Kelheim              |
| Larsbach                   | Wolnzach         | Landkreis Pfaffenhofen a.d.Ilm |
| Leibersdorf                | Volkenschwand    | Landkreis Kelheim              |
| Lindkirchen                | Mainburg         | Landkreis Kelheim              |
| Mainburg (seit 1954 Stadt) | Mainburg         | Landkreis Kelheim              |
| Martinszell                | Obersüßbach      | Landkreis Landshut             |
| Meilenhofen                | Mainburg         | Landkreis Kelheim              |
| Mitterstetten              | Elsendorf        | Landkreis Kelheim              |
| Oberempfenbach             | Mainburg         | Landkreis Kelheim              |
| Obermünchen                | Obersüßbach      | Landkreis Landshut             |
| Oberpindhart               | Aiglsbach        | Landkreis Kelheim              |
| Obersüßbach                | Obersüßbach      | Landkreis Landshut             |
| Oberwangenbach             | Attenhofen       | Landkreis Kelheim              |
| Osseltshausen              | Au i.d.Hallertau | Landkreis Freising             |
| Osterwaal                  | Au i.d.Hallertau | Landkreis Freising             |
| Pötzmes                    | Attenhofen       | Landkreis Kelheim              |
| Ratzenhofen                | Elsendorf        | Landkreis Kelheim              |
| Rudertshausen              | Au i.d.Hallertau | Landkreis Freising             |
| Sandelzhausen              | Mainburg         | Landkreis Kelheim              |
| Steinbach                  | Mainburg         | Landkreis Kelheim              |
| Tegernbach                 | Rudelzhausen     | Landkreis Freising             |
| Volkenschwand              | Volkenschwand    | Landkreis Kelheim              |
| Walkertshofen              | Attenhofen       | Landkreis Kelheim              |

## Kfz-Kennzeichen
Am 1. Juli 1956 wurde dem Landkreis bei der Einführung der bis heute gültigen Kfz-Kennzeichen das Unterscheidungszeichen MAI zugewiesen. Es wurde bis zum 28. April 1973 ausgegeben. Seit dem 10. Juli 2013 ist es aufgrund der Kennzeichenliberalisierung wieder im Landkreis Kelheim, seit dem 25. Juli 2014 auch im Landkreis Landshut erhältlich.